# Metriophasma iphicles
Metriophasma iphicles är en insektsart som först beskrevs av Ludwig Redtenbacher 1906.  Metriophasma iphicles ingår i släktet Metriophasma och familjen Pseudophasmatidae. Inga underarter finns listade i Catalogue of Life.